# Alentorn
Alentorn és una entitat de població del municipi d'Artesa de Segre, a la comarca de la Noguera.
El poble se situa al peu de la muntanya de Sant Ermengol, a poc més d'un quilòmetre de la dreta del riu Segre. La carretera LP-9132, entre Artesa de Segre i Vilanova de Meià, n'és la principal via de comunicació.
La principal activitat econòmica d'Alentorn durant molt de temps fou la fabricació de forques. Esdevingué una referència industrial de Catalunya en aquest producte, tant pel que fa a la quantitat que produïa com a la qualitat del producte final, especialment per la lleugeresa i robustesa que aconseguia. En l'època de major esplendor arribà a establir comerç amb Navarra.
Alentorn fou municipi propi fins que fou agregat a Anya a dins la segona meitat del segle xix. L'any 1966 fou incorporat a Artesa de Segre.

## Llocs d'interès
- L'església de Sant Salvador és documentada el 1055 en la dotació de la canònica de Sant Miquel de Montmagastre feta pel vescomte d'Àger Arnau Mir de Tost. Es reconstruí el 1637 i s'aplicà l'estil gòtic amb ornamentació renaixentista. La torre s'acabà el 1925.[3]

- L'Ermita de Sant Salvador d'Alentorn, construïda per rememorar el lloc on es van refugiar els habitants del poble d'Alentorn quan van ser atacats per l'exèrcit sarraí. És una obra popular troglodítica i consta d'una sola nau encastada sota una balma.

- El castell d'Alentorn. En queden restes del mur angular sobre el carrer del Collet, medieval, i unes voltes aprofitades com a cellers. Ha passat a mans de diferents famílies des de la construcció fins al segle xvii, quan va quedar deshabitat.[3]

- El Tossal de les Viudes

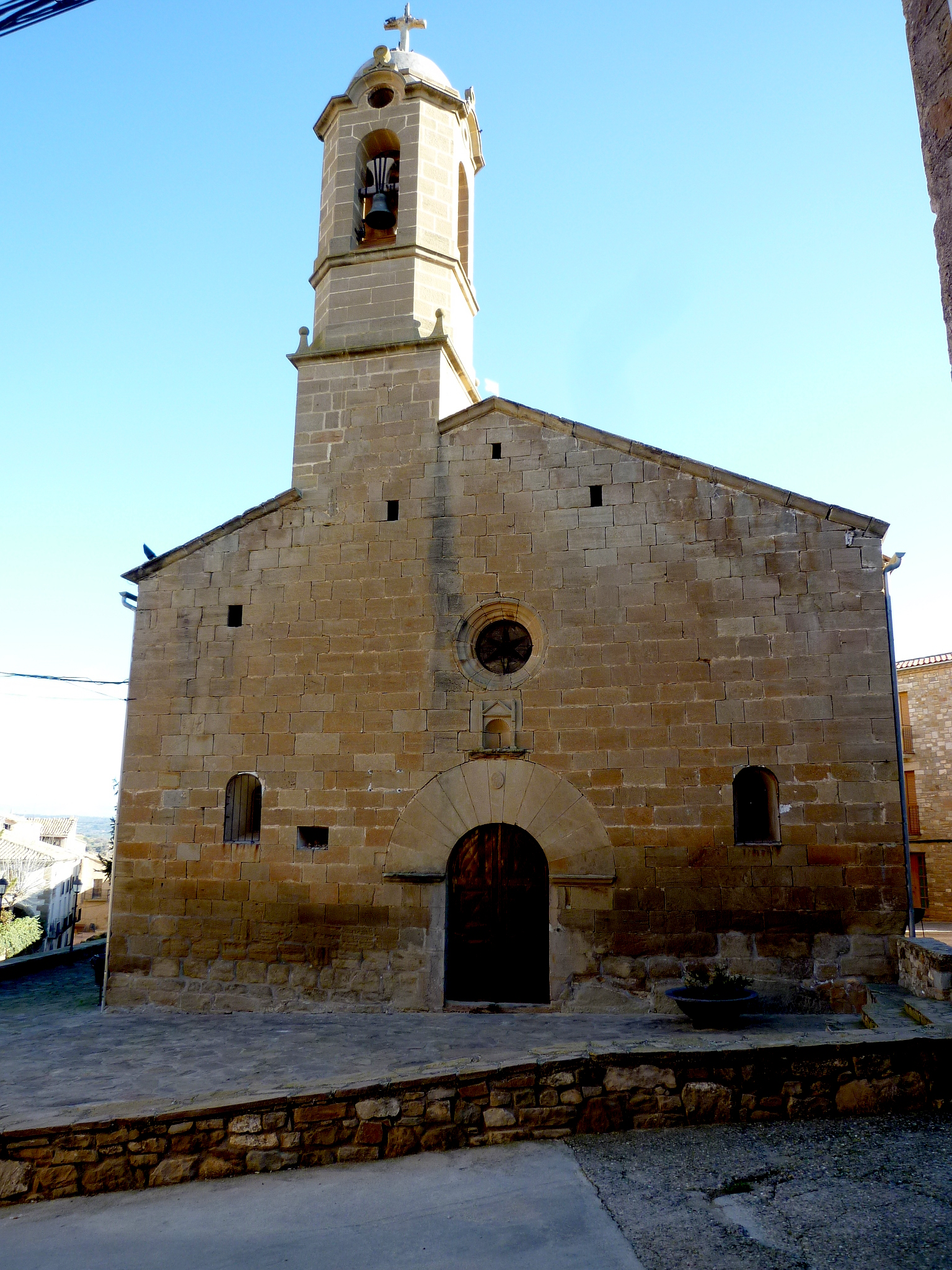
Sant Salvador d'Alentorn
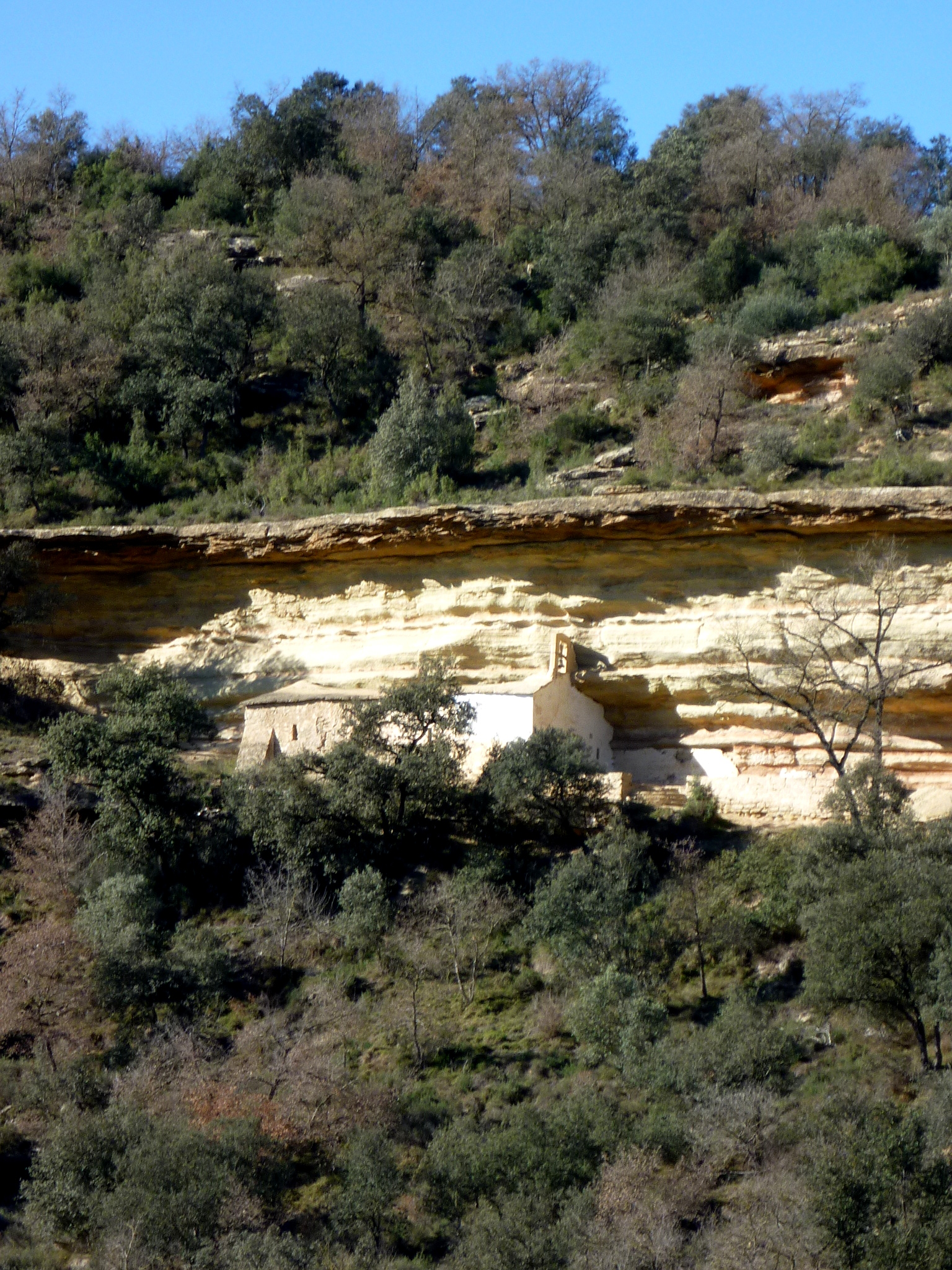
Ermita de Sant Salvador d'Alentorn

## Persones il·lustres
- Ramon Pla i Armengol
- Benet Tugues i Boliart